# ÖBB 1016/1116
Die Lokomotiven der Reihen 1016 und 1116 der Österreichischen Bundesbahnen (ÖBB) sind vierachsige elektrische Universallokomotiven, die von Siemens Transportation Systems und Krauss-Maffei entwickelt wurden. Ein Teil der Fertigung und die Endmontage der Lokomotiven wurde von ÖBB-Technische Services im Werk Linz durchgeführt. Die 50 Einsystemlokomotiven der Reihe 1016 und 282 Zweisystemlokomotiven der Reihe 1116 sind seit dem Jahr 2000 bei den ÖBB im Einsatz. Die Maschinen kommen landesweit vor allen Zugarten zum Einsatz. Eine Weiterentwicklung der Fahrzeuge ist die Reihe 1216, welche seit 2005 im Einsatz ist.
Bei den ÖBB tragen die Lokomotiven den geschützten Namen Taurus (das lateinische Wort für Stier – der mythologische Stier ist ein Symbol für Kraft).

## Geschichte

### Vorgeschichte
Mitte der 1990er Jahre hatte der Fuhrpark der ÖBB ein sehr hohes Durchschnittsalter, mit den Maschinen der Reihen 1110, 1010 oder 1040 waren zahlreiche Lokomotiven im Einsatz, die technisch auf dem Stand der 1940er und 1950er Jahre waren. Zwar wurden bis 1995 in Form der Reihe 1044 neue Triebfahrzeuge beschafft, jedoch war diese Reihe mit Reihenschlussmotoren konzeptionell bereits überholt. Spätestens mit der Serienfertigung der DB-Baureihe 120 ab 1987 kam der Durchbruch der Drehstromtechnik, welche seitdem aktueller Stand der Technik ist.

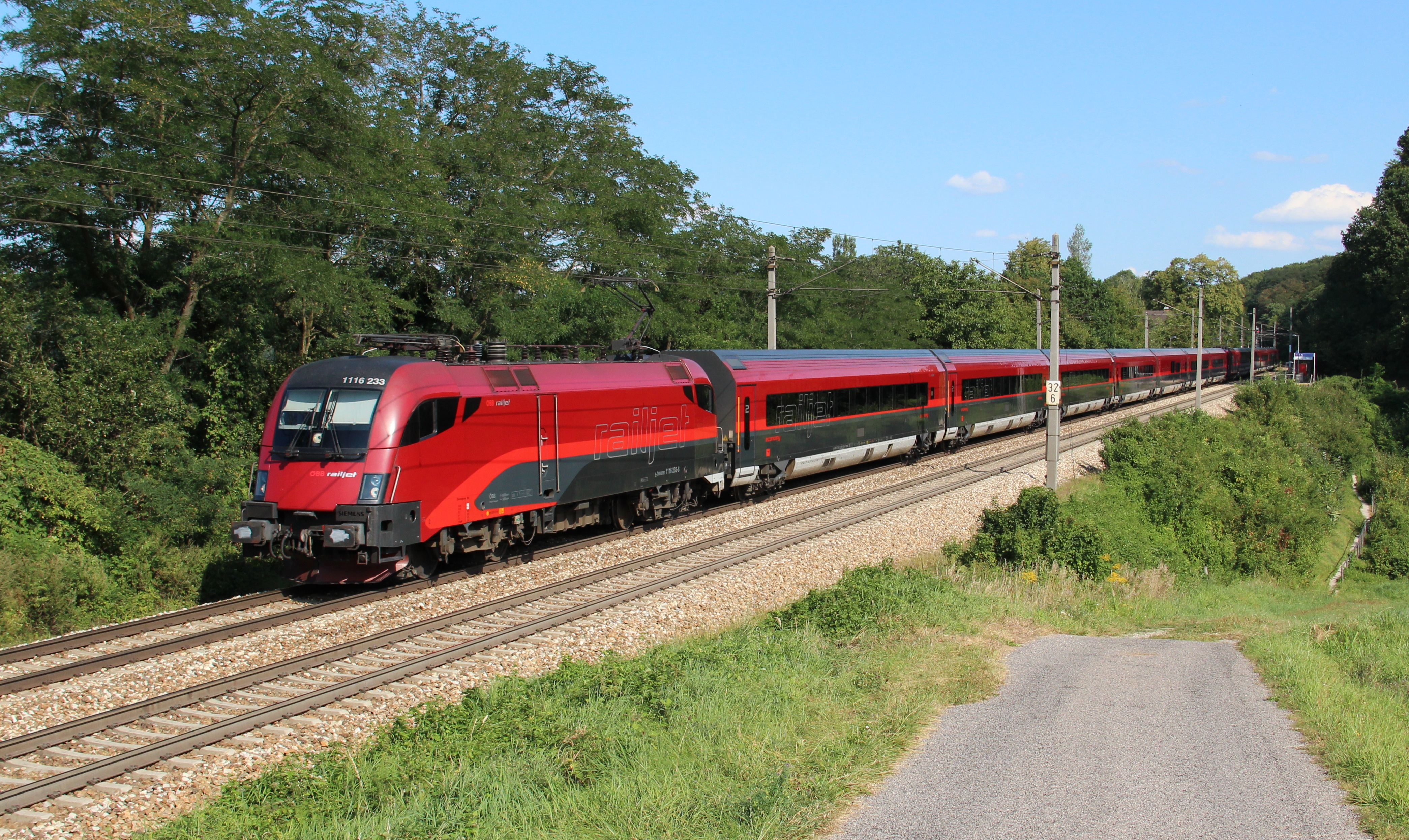
1116 233 mit Railjet 1. Generation

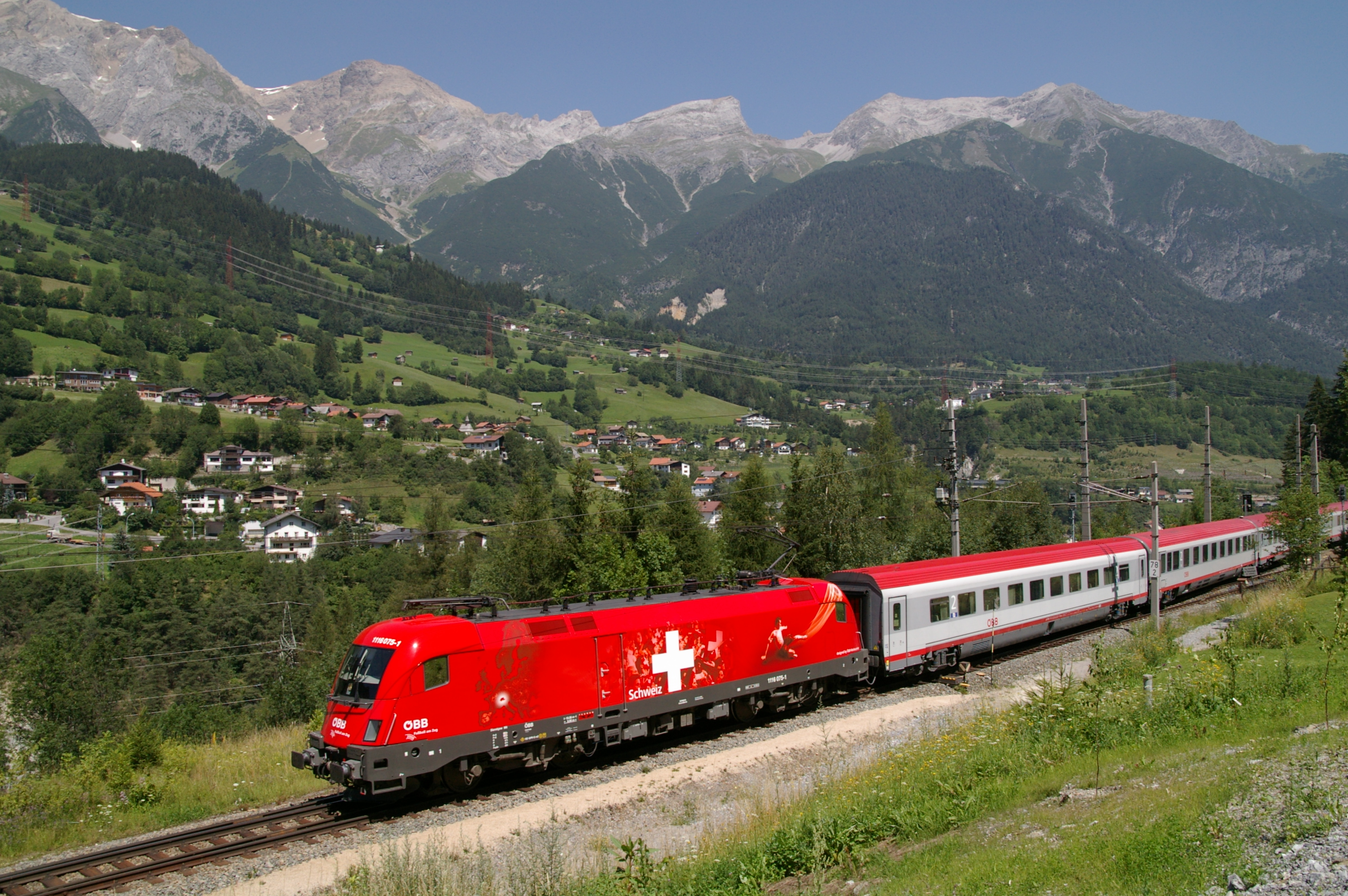
EM-Taurus in Sonderlackierung Schweiz mit EC 662 auf der Arlbergbahn bei der Durchfahrt in Pians

Im März 1979 wurde eine Lokomotive vom Typ Henschel E 1200 von den ÖBB für drei Wochen zu Versuchsfahrten u. a. auf der Semmeringbahn eingesetzt. Die positiven Ergebnisse dieser Testfahrten veranlassten die ÖBB, Anfang der 1980er Jahre mit der Entwicklung von Drehstromlokomotiven zu beginnen. 1981 wurde der Firma ELIN die 1046.25 als Versuchsträger für eine künftige Zweifrequenz-Drehstromlokomotive zur Verfügung gestellt. Als Ergebnis dieser Versuche entstand 1986 durch Umbau der zwei Maschinen 1046.03 und 17 die Unterbaureihe 1146 001–002. Mit der Reihe 1014 wurde eine Kleinserie beschafft. Mit den Lokomotiven der Reihen 1012 und 1822 wurden Prototypen beschafft. Diese eigneten sich jedoch aus verschiedenen Gründen nicht als Universallokomotive, die die ÖBB in großer Stückzahl hätten beschaffen können. Bei der Reihe 1014 war die installierte Leistung von lediglich 3,0 MW für die Verwendung als Hochleistungs-Universallokomotive zu gering. Im Falle der 1012 war der damalige Stückpreis von 70 Mio. Schilling (ATS) (entsprechend 5,1 Mio. Euro) enorm hoch, während die ÖBB die Zweisystemlokomotiven der Reihe 1822 aufgrund technischer Komplikationen und damals unklarer Verwendungsmöglichkeiten nicht weiter in Betracht zogen. Auch waren sie bis zum Erscheinen der 1216 bei den ÖBB die einzigen Mehrsystemlokomotiven im gesamten Fuhrpark.

### Beschaffung

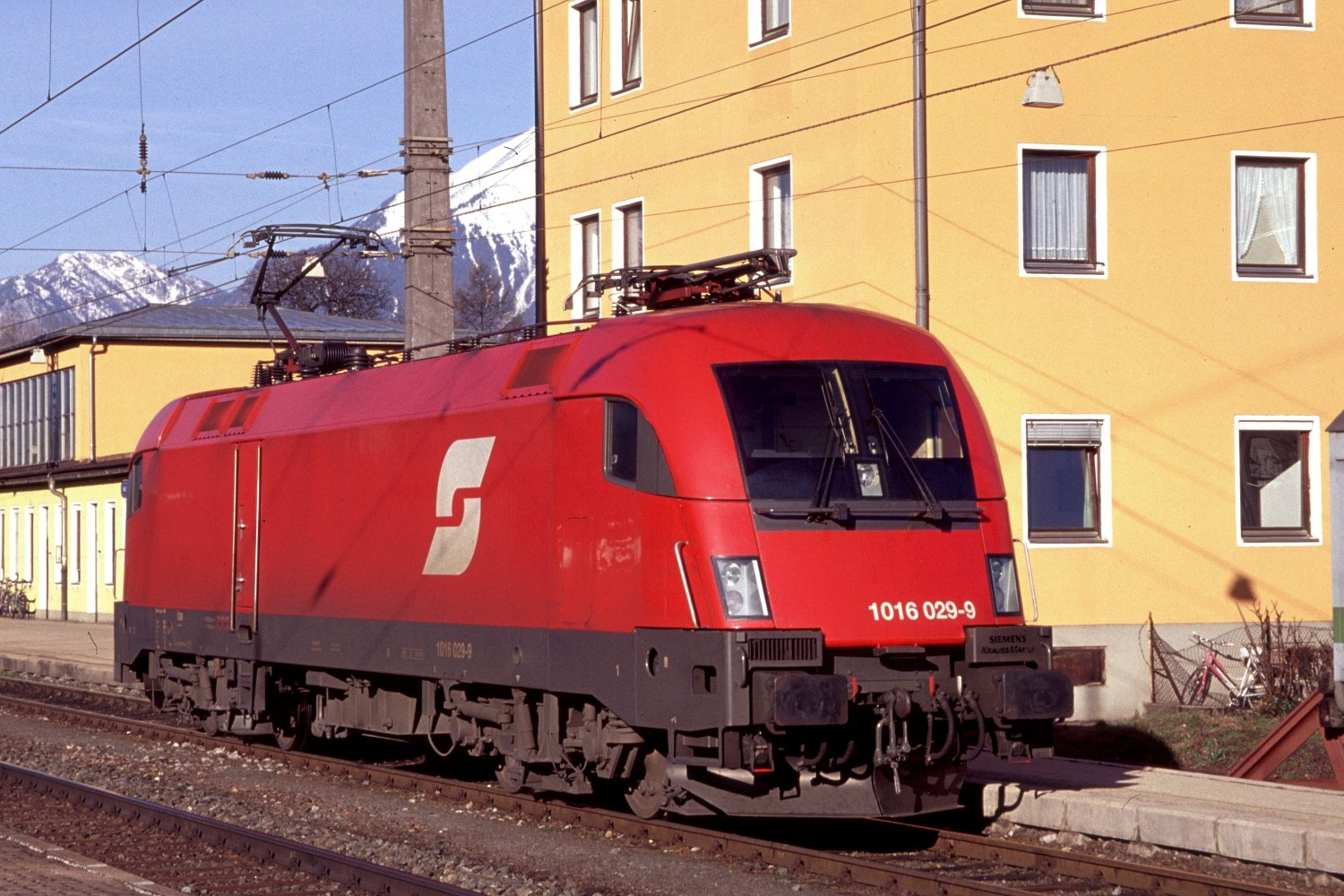
ÖBB 1016 029 mit altem Logo Pflatsch

Aus diesem Grund setzte der ÖBB-Geschäftsbereich im Juni 1996 eine Projektgruppe ein, die die Konzeption neuer elektrischer Triebfahrzeuge zur Aufgabe hatte, um den Fuhrpark der ÖBB nachhaltig erneuern und verjüngen zu können. Im Dezember 1996 lagen die Ausschreibungsunterlagen aus, wobei zu diesem Zeitpunkt noch unklar war, in welcher Stückzahl neue Lokomotiven beschafft werden sollen. Die Angebote seitens der Industrie lagen bis Februar 1997 vor. Zu diesem Zeitpunkt wurde auch festgelegt, dass der Auftrag in Ein- und Zweisystemlokomotiven zweigeteilt wird. Beworben hatten sich sechs Hersteller bzw. Herstellerkonsortien. Dies waren Adtranz, Siemens, Ansaldo, ein Konsortium aus GEC Alstom und ELIN, ein Konsortium aus Siemens und Adtranz (ehemalige Arbeitsgemeinschaft 1012, damals noch mit ELIN, welche jedoch kurz vor der Ausschreibung des Taurus abgesprungen war), sowie ein Konsortium aus SLM und Adtranz.
Nach mehreren Diskussions- und Verhandlungsrunden waren die Angebote der Firmen SLM, Ansaldo und die der Arbeitsgemeinschaft 1012 aus Preisgründen ausgeschieden. So bewegte sich beispielsweise das Angebot der SLM in einem Rahmen von damals 60 Mio. ATS (entsprechend 4,38 Mio. Euro).
Die Angebote der verbleibenden Hersteller wurden nach einem Punktsystem bewertet, wobei nach diesen ersten Verhandlungen GEC-Alstom bei den Zweisystemfahrzeugen und Adtranz bei den Einsystemfahrzeugen vorne lag. Beide Anbieter lagen zu diesem Zeitpunkt noch vor Siemens. Im Juli 1997 wurden diese drei Anbieter zum Entscheidungsgremium der ÖBB eingeladen, um die endgültigen Angebote abzugeben. Die Vergabe des Auftrags erfolgte im gleichen Monat schließlich an Siemens, da deren Angebot 0,8 % günstiger war als das von Adtranz. Alstom lag weit hinter den beiden anderen Angeboten zurück. Die ÖBB gaben somit bei Siemens 50 Ein- und 25 Zweisystemlokomotiven in Auftrag, verknüpft mit einer Option auf weitere 325 Zweisystemmaschinen. Der Preis pro Lokomotive betrug 2,63 Mio. Euro, der gesamte Auftrag hatte so ein Volumen von 197 Mio. Euro, entsprechend 2,7 Mrd. ATS.
Der erste Lokomotive unter dem für die ÖBB geschützten Namen Taurus (1016 001) wurde am 12. Juli 1999 bei Krauss-Maffei in München-Allach offiziell vorgestellt. Die Lokomotiven 1016 002 und 003 folgten kurze Zeit später. Alle weiteren Maschinen wurden im österreichischen Linz gebaut.
Ab Januar 2000 waren die Fahrzeuge in Österreich im Einsatz, die zunächst einzeln in Auftragslosen von je sechs Fahrzeugen abgenommen und zugelassen wurden. Am 18. Januar 2001 erteilte die Oberste Eisenbahnbehörde Österreichs offiziell die Typenzulassung für die Lokomotiven der Reihen 1016 und 1116. In Deutschland war die Zulassung durch das Eisenbahn-Bundesamt bereits im Juni 2000 erteilt worden. Vom 11. bis 17. März 2001 fanden mit einer 1116 zur Zulassung auf dem Schweizer Netz 903 Probefahrten statt. Am 10. April 2002 war die hundertste Taurus-Lokomotive in Dienst gestellt.

### Fahrverbot
Nachdem der Triebfahrzeugführer eines mit einer 1016 bespannten Güterzuges am 19. Juli 2000 beobachtete, wie sich ein Bahnübergang nicht vor seinem Zug schloss, wurden verschiedene Unregelmäßigkeiten festgestellt. Am 3. August 2000 wurde daraufhin von DB Netz ein Fahrverbot für alle Fahrzeuge der Reihe 1016 erlassen. Nach technischen Veränderungen wurde das Fahrverbot am 5. September 2000 wieder aufgehoben.

### Einsatz bei den ÖBB
Gemäß der Beschaffung als Universallokomotiven werden sie sowohl im schweren Güter- als auch im schnellen Fernverkehr eingesetzt, sodass die ÖBB die Reihen 1110, 1010, 1040, 1041 und 1141 bis 2003 vollständig ausmustern konnten.
Seit 2005 verkehren fünf Lokomotiven der Reihe 1116 für die GySEV. Ursprünglich waren dies die 1116 061 bis 065, nach einem Totalschaden der 1116 062 (in Tarvisio entrollt, in Villach Fürnitz entgleist) wurde als Ersatz die 1116 060 nach Ungarn vermietet. Außerdem sind seit ein paar Jahren einige 1116 mit Güterzügen planmäßig in Rumänien und Bulgarien anzutreffen. Seit Mitte 2014 kommen sie sogar im Langlauf mit einem Containerzug von Duisburg über Sopron bis in den türkischen Grenzbahnhof Kapikule.
Ende 2005 wurden die Lokomotiven der Reihe 1014 der CAT-Züge durch solche der Reihe 1116 ersetzt, da erstere mit einer hohen Schadanfälligkeit zu kämpfen hatten. Für diesen Einsatz wurden die 1116 141 und 142 in einem geänderten Design lackiert, das Ende 2011 erneut geändert wurde. Mitte 2013 wurde beschlossen, diese beiden Lokomotiven durch Einsystemlokomotiven der Baureihe 1016 zu ersetzen. Die 1016 014 und 036 erhielten ebenfalls das CAT-Design. Seither verkehrten die beiden grün/grauen 1116 in anderen Plänen. Im Zuge von Fristausbesserungen wurden sie Ende 2013 bzw. Mitte 2014 mit rotem Neulack versehen.
2009 wurden mit den 1116 058 und 059 zwei weitere Lokomotiven an die GySEV vermietet.
Ab 2014 arbeiteten die ÖBB an einer Zulassung der Reihe 1116 in Kroatien. Es war geplant, mehrere Lokomotiven in Zagreb zu stationieren, die mit Güterzügen zwischen Ungarn und dem Hafen in Rijeka fahren sollen. Wegen des kleineren Fahrdrahtseitenausschlages wurde die 1116 021 Anfang 2014 mit einem dritten Stromabnehmer mit einer Palette mit 1600 mm Breite ausgerüstet. Anschließend wurde diese Lokomotive in Kroatien für Zulassungsfahrten eingesetzt. Ende 2014 erhielten alle in Rumänien und Bulgarien zugelassenen 1116 ebenfalls einen dritten Stromabnehmer für Kroatien.
Mit Mitte Dezember 2015 endete der Mietvertrag der GySEV und die vermieteten Lokomotiven kehrten wieder zu den ÖBB zurück.
Im Oktober 2016 begann durch die Rail Cargo Hungaria der planmäßige Einsatz dieser Baureihe in Kroatien, vorerst mit den drei Lokomotiven 1116 021 – 023.
Weiters wurde lange Zeit eine Zulassung der 1116 in der Slowakei angestrebt, vor allem um Güterzüge bis zum Bahnhof Bratislava-Východ im Osten der Stadt bespannen zu können. Aufgrund von Problemen mit den Störströmen (u. a. Fehler bei Gleisfreimeldeanlagen und Einschaltkontakten für Bahnschranken), die es zu lösen galt, dauerte es bis Oktober 2014, dass den 1116 041 bis 049 die Zulassung in der Slowakei erteilt wurde. Im November 2015 bespannte die 1116 049 erstmals in Eigentraktion einen Güterzug von RailCargoGroup in der Slowakei. Der regelmäßige Einsatz begann allerdings erst am 19. November 2018 mit der formellen Vermietung der 1116 041 an RailCargoCarrier Slovakia (RCC-SK). Seither wird diese Lokomotive in der Slowakei vor Güterzügen der RCC-SK eingesetzt.
Im Jahr 2016 wurden die 1116 152, 154, 155 und 156 für den Einsatz mit den nachbestellten Railjet 1. Generation umgestaltet, wobei ein Umbau auf LED-Scheinwerfer diesmal aber unterblieb. Die 1116 157–160 wurden in verkehrsrotem Lack bzw. mit Werbebeklebungen versehen (Gemeinsam.sicher, Licht ins Dunkel Sterneaktion, 150 Jahre Brennerbahn) ebenfalls kurzzeitig vor Railjet-Garnituren eingesetzt. Mittlerweile sind diese vier Lokomotiven aber durch gleichspannungsfähige 1216 für die Italien-Einsätze abgelöst und somit wieder im herkömmlichen 1116-Umlauf eingesetzt.

Durch die Ausweitung der Eigentraktionsleistung der ÖBB-Güterverkehrstochter RailCargoGroup wächst auch das Einsatzgebiet im Ausland ständig. Ab 2018 waren etwa zehn Lokomotiven der Baureihe 1016 formell an RailCargoGermany vermietet, wo sie hauptsächlich Ganzzüge zwischen Ingolstadt und Bremerhaven bespannten. Nach etwa einem Jahr kehrten diese Lokomotiven wieder zurück nach Österreich, da sich die zu erbringenden Leistungen in Deutschland reduziert hatten.

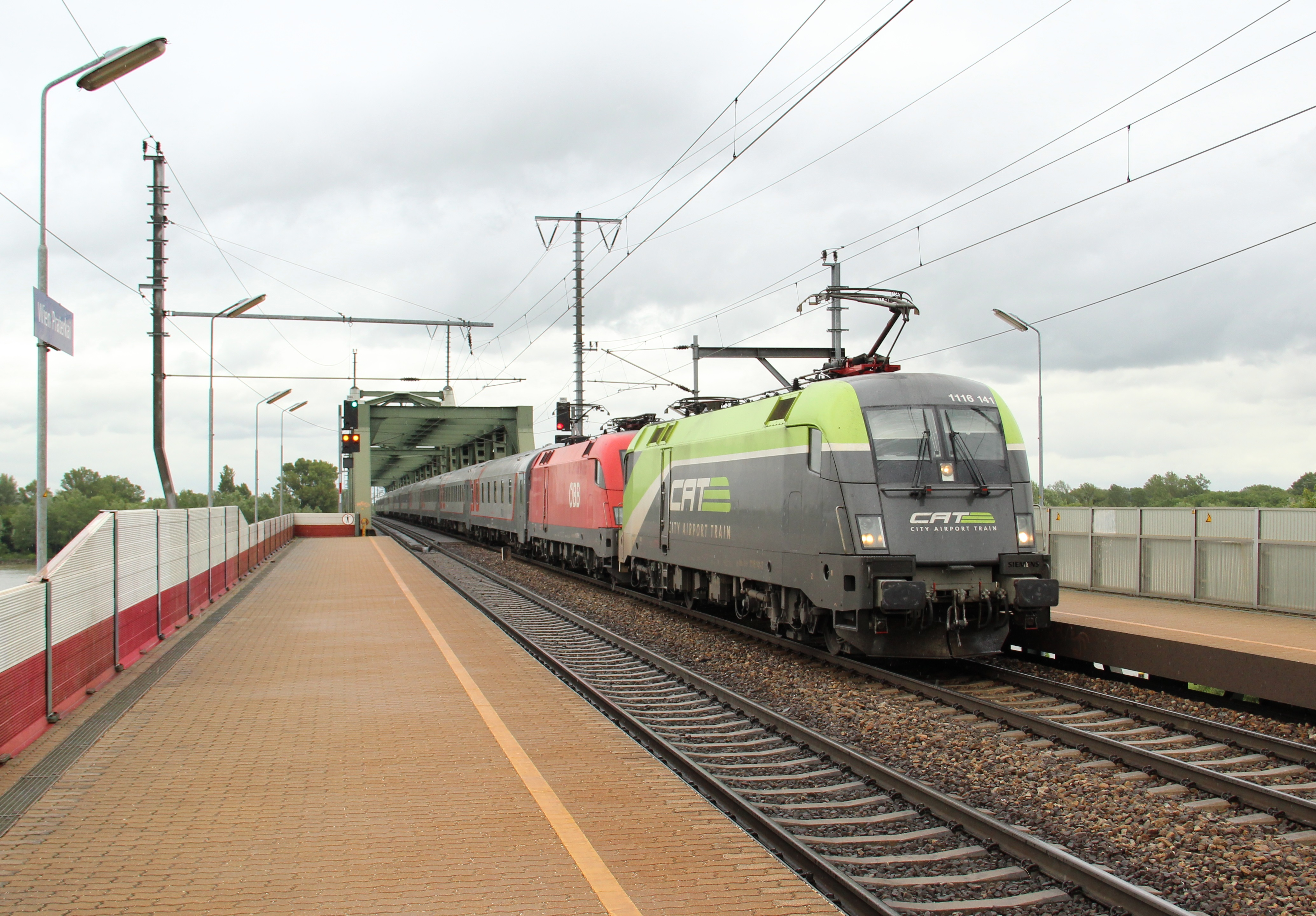
Die 1116 141 im CAT-Anstrich als Vorspann für einen roten Taurus
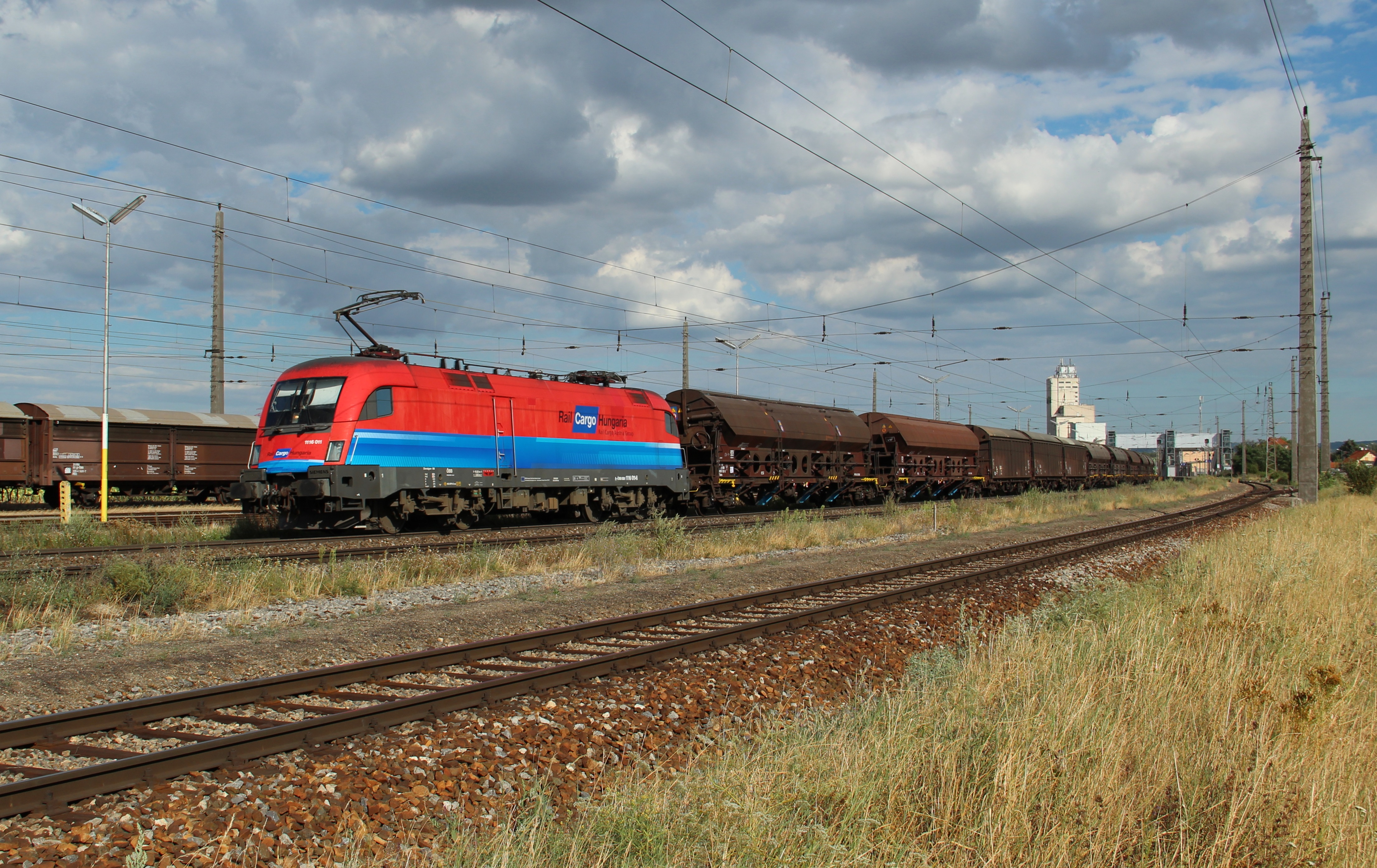
Für Rail Cargo Hungaria werbende 1116 011
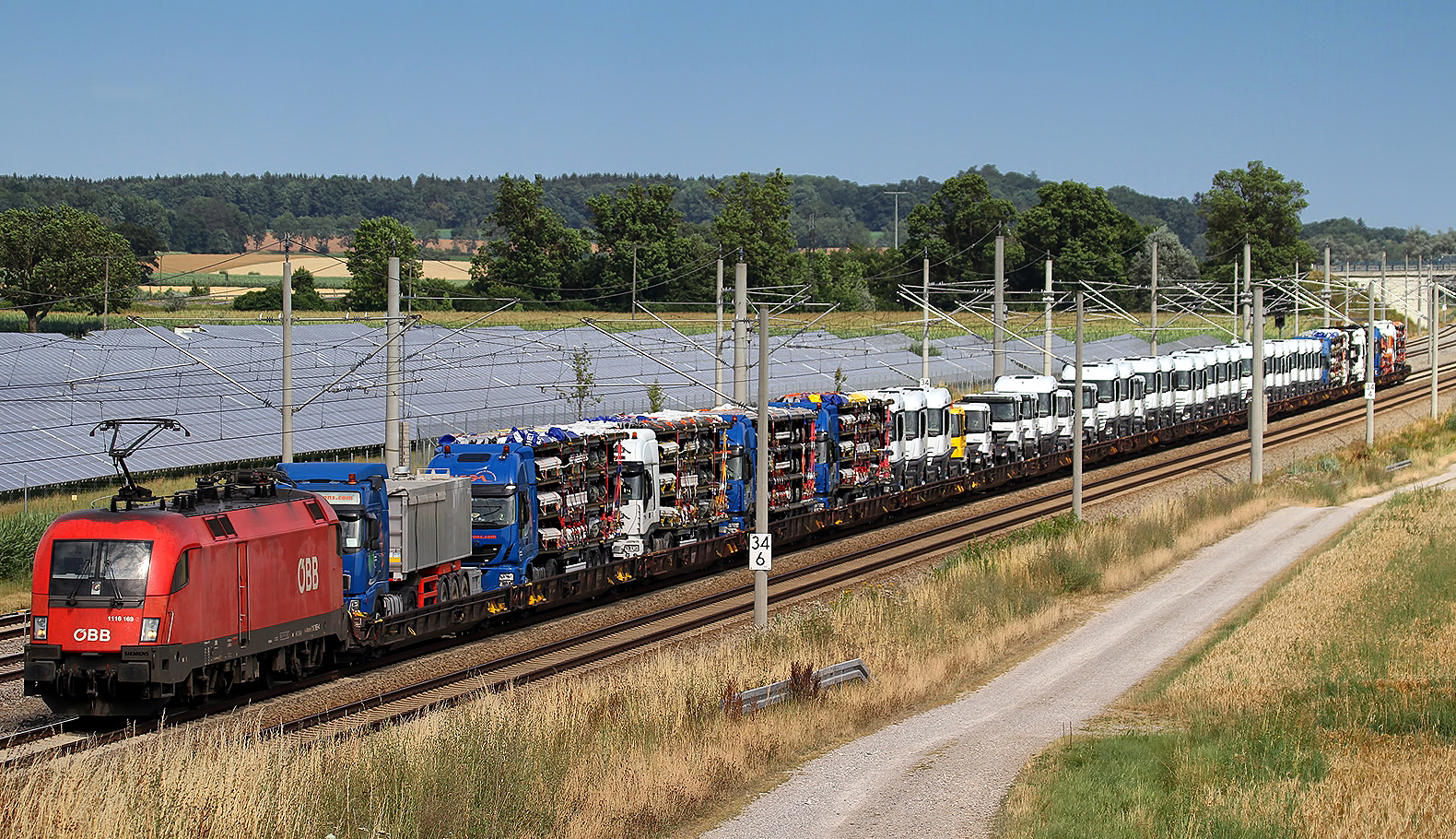
1116 109
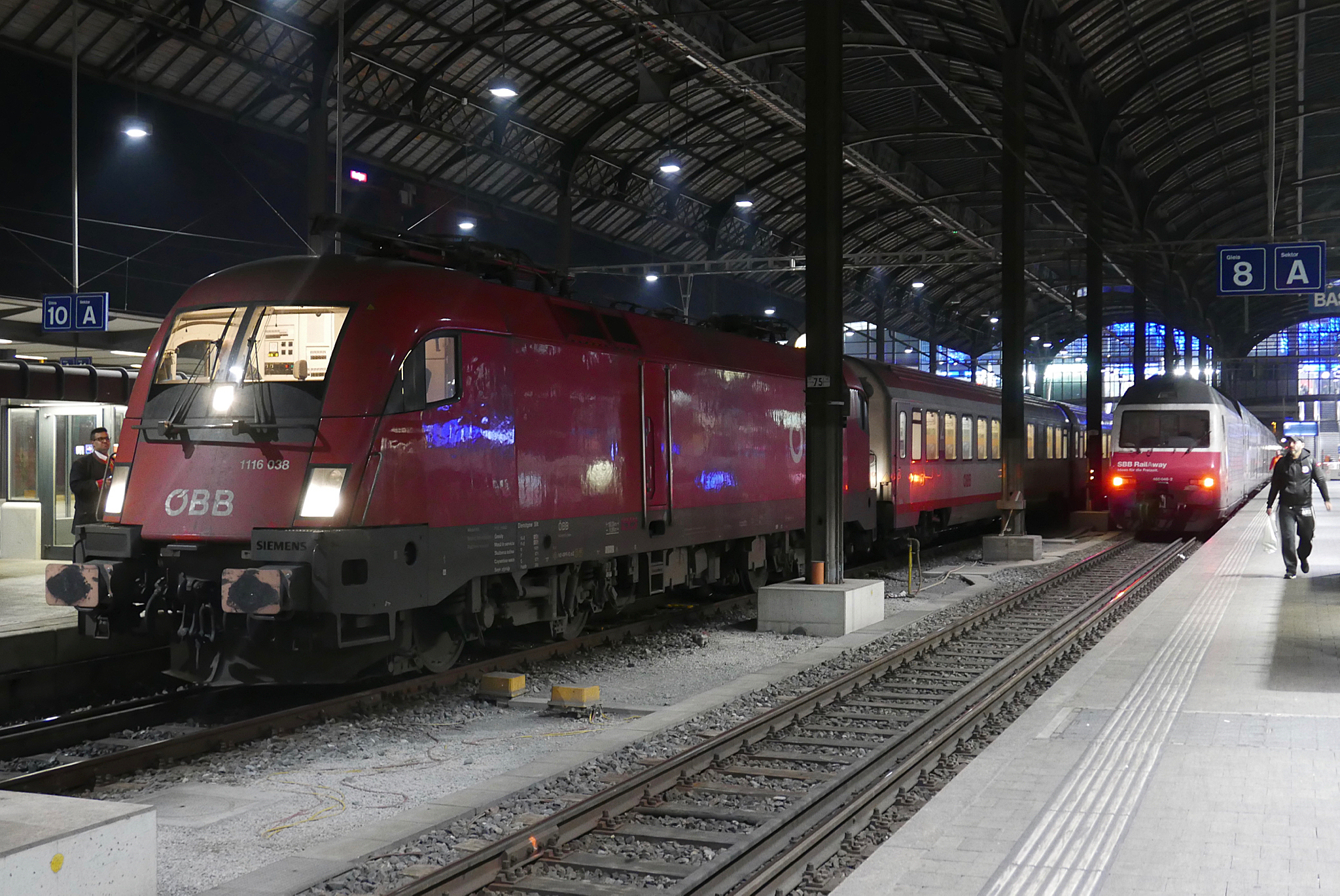
1116 038 mit EN 470 in Basel SBB
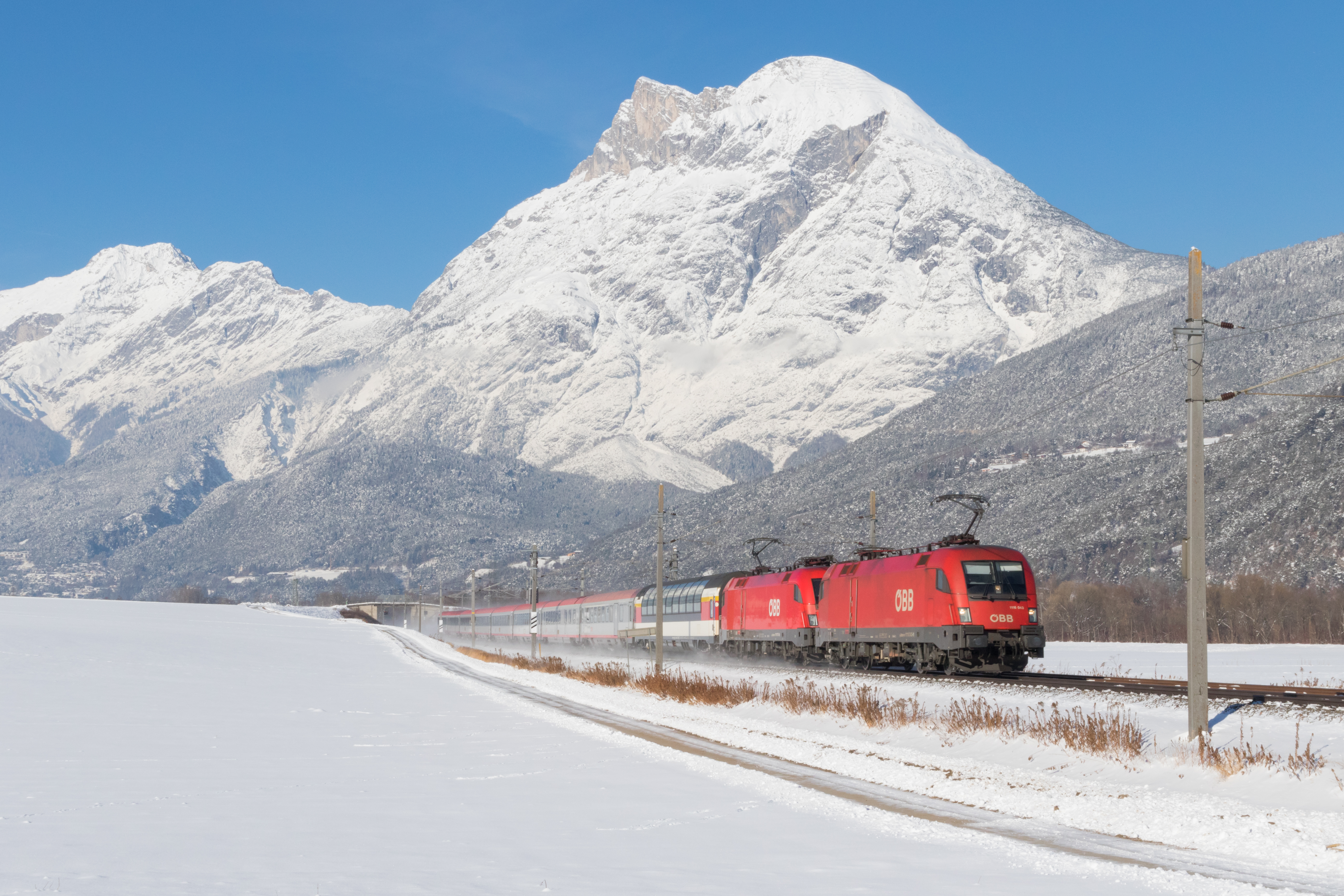
EC 163 „Transalpin“

### Unfälle
Am Abend des 6. Februar 2007 ereignete sich auf der Bahnstrecke Budapest–Hegyeshalom zwischen Almásfüzítő und Komárom ein Auffahrunfall zwischen einem Güterzug und dem von Tatabánya nach Wien Südbahnhof (Ost) verkehrenden EURegio 9438, der mit der 1116 017 bespannt war. Wegen einer Störung der Sicherungstechnik musste auf Sicht gefahren werden. Im Gegensatz zum Lokführer des Güterzuges tat dies jener des EURegio nicht, weshalb er so mit knapp 100 km/h auf den Schluss des Güterzuges auffuhr. Der letzte Wagen, ein Flachwagen, spaltete bis zur Mitte der Lokomotive den Kasten vom Rahmen ab, der vorletzte Wagen des Güterzuges zerstörte in diesem Bereich die Lokomotive oberhalb des Rahmens komplett. Dieses Unglück forderte ein Menschenleben (Lokführer des EURegio) und vier Verletzte. Am 22. Februar 2007 wurde die 1116 017 nach Österreich überstellt. In der Hauptwerkstätte Linz wurde die beschädigte Lokomotive verschrottet, nachdem man noch brauchbare Teile entnommen hatte. In weiterer Folge wurde beschlossen, von Siemens drei Ersatzlokkästen zu ordern, von welchen einer für den Neuaufbau der 1116 017 verwendet wurde. Am 7. Dezember 2009 hatte die 1116 017 II ihre Abnahmefahrten zwischen St. Valentin und Linz.
Am 18. Mai 2007 entrollte kurz vor 11 Uhr Vormittag die an die GySEV vermietete 1116 062 aus dem Bahnhof Tarvisio Boscoverde in Richtung Österreich. Zuvor war sie durch ein Verständnisproblem von der italienischen Verschubmannschaft vom Gleichstrom- in den Wechselstrombereich abgestoßen worden, obwohl sich der Triebfahrzeugführer noch nicht auf der Lokomotive befand. Daraufhin rollte sie bis in den Einfahrbereich des Verschiebebahnhofes Villach Fürnitz, wo sie in einem Bogen mit etwa 140 km/h entgleiste, sich überschlug und beschädigt im angrenzenden Waldstück zum Stillstand kam. Verletzt wurde niemand, da der einzige zu dieser Zeit Richtung Italien fahrende Zug, EC 31, rechtzeitig verständigt und angehalten werden konnte. In der Hauptwerkstätte Linz wurden der Lokomotive noch brauchbare Teile entnommen, ehe sie verschrottet wurde. Als Ersatz wurde der zweite der drei bei Siemens in Auftrag gegebenen Ersatz-Wagenkästen in Linz mit Ersatzteilen vervollständigt und als 1116 062 II wieder dem Verkehr übergeben. Die GySEV erhielt unmittelbar nach dem Unfall Ersatz in Form der 1116 060.
In der Nacht vom 16. auf den 17. Juni 2010 ereignete sich an der Arlbergbahn ein schweres Zugunglück mit Beteiligung eines Taurus. Die 1116 173 war mit dem Güterzug 46676 (Autoganzzug, bestehend aus 16 zweiteiligen Transportwagen, beladen mit 208 Neuwagen der Marke Dacia, auf dem Weg von Rumänien nach Frankreich) unterwegs, als sich nahe dem Bahnhof Wald am Arlberg zwischen den beiden Hälften des ersten Wagens das Sicherungsseil, das die Hauptluftleitung über die Schienenoberkante hält, löste. Wenige Kilometer später schlug die herabhängende Hauptluftleitung gegen im Gleis gelagerte Schienen, wodurch die Leitung getrennt und so zurückgebogen wurde, dass aus der dahinter befindlichen Hauptluftleitung von 15 und einem halben Wagen keine Luft austreten konnte. Nun konnten nur mehr die Lokomotive und die erste Hälfte des zweiteiligen ersten Wagens bremsen, und das bei einem Gefälle von bis zu 34 ‰. Als der Lokführer die extreme Verminderung der Bremsleistung bemerkte, betätigte er vorschriftsgemäß die Notaus-Taste. Aufgrund dessen senkte sich der Stromabnehmer, wodurch auch die elektrodynamische Bremswirkung der Lokomotive entfiel. Kurz nach 3 Uhr morgens entgleisten schließlich in einem Linksbogen mit einem Radius von 250 m vor dem Bahnhof Braz bei einer Geschwindigkeit von circa 125 km/h (zulässig: 60 km/h) die letzten fünf Wagen, stürzten die Böschung hinunter und kamen vor einem Wohnhaus zu liegen. Im darauffolgenden Rechtsbogen, im Bereich der ersten Weiche des Bahnhofs Braz, stürzten auch die Lokomotive und die ersten acht Wagen die Böschung hinunter und kamen ebenfalls im Garten vor einem Wohnhaus und vor einem Campingplatz zu liegen. Es entstand ein Sachschaden von rund sieben Millionen Euro. Neben dem schwer verletzten Lokführer waren keine weiteren Verletzten zu beklagen. Die schwer beschädigte Lokomotive war lange Zeit in Bludenz geschützt hinterstellt, ehe sie in die Hauptwerkstätte Linz überstellt wurde. Mitte 2014 ging der unter Verwendung des dritten und letzten Reservekastens entstandene Neubau 1116 173 II in Betrieb.
Am Abend des 23. Dezembers 2013 stieß die Lokomotive 1116 212, die den RJ 165 von Zürich nach Budapest bespannte, in der Nähe von Győr mit einem auf dem Bahnübergang stehenden Auto zusammen, das eine Panne hatte. Die Lokomotive fing sofort Feuer, der vordere Führerstand brannte vollständig aus, die Elektronik der Lokomotive wurde großteils beschädigt.
Am Abend des 1. August 2014 kurz vor 21 Uhr stieß die Lokomotive 1116 074 bei niedriger Geschwindigkeit im Bahnhofsbereich des Mannheimer Hauptbahnhofes mit dem EuroCity 216 zusammen, der sich auf dem Weg von Graz nach Saarbrücken befand. Zwei Wagen des EuroCity stürzten auf die Seite, was 35 Verletzte zur Folge hatte, davon vier Schwerverletzte. Die Lokomotive sollte einen Güterzug von Duisburg nach Sopron bringen und entgleiste, blieb aber aufrecht stehen und erlitt offenbar nur geringe Schäden.

## Technische Merkmale

### Allgemeines
Die technischen Merkmale und die Konstruktion der Reihen 1016 und 1116 entspricht im Wesentlichen dem der ES64U2. Unterschiede gibt es nur bei einigen Ausstattungsmerkmalen, die speziell von den ÖBB gefordert wurden.
Die Lokomotiven werden als Reihe 1016 (reine 15-kV-Version) und 1116 (Zweifrequenzversion für 15 kV und 25 kV) geführt. Die Lokomotiven der Reihe 1116 sind traktions- und sicherungstechnisch für Deutschland, Österreich und Ungarn ausgerüstet und zugelassen, seit Mai 2002 ist zudem ihr Einsatz in der Schweiz erlaubt. Durch die vorhandene Technik sind sie ebenso für die Wechselstromstrecken in Tschechien und der Slowakei geeignet.
Die Lokomotiven sind mit Wendezug- sowie Vielfachsteuerung ausgestattet und ab Werk mit zwei Einholmstromabnehmern (ÖBB-Typ VIIIs) ausgerüstet. Eine Ausnahme sind die ersten 25 Lokomotiven der Reihe 1116, die mit einem dritten Stromabnehmer mit einer breiteren Palette für Ungarn ausgestattet wurden. Die dritten Stromabnehmer konnten nach kurzer Zeit wieder abgebaut werden, weil der Fahrdrahtseitenausschlag im ungarischen Netz auf die in den umliegenden Ländern üblichen ± 400 mm verringert worden war. Für die Railjet-Einführung und die damit verbundenen Fahrten in die Schweiz erhielten die für diesen Dienst vorgesehenen Lokomotiven 1116 201 bis 223 wieder einen dritten Stromabnehmer mit einer Palettenbreite von 1450 mm nach Schweizer Norm. Später wurden einige Lokomotiven mit einem dritten Stromabnehmer mit einer Palette mit 1600 mm Breite für den geplanten Einsatz in Kroatien ausgerüstet.
Die Lokomotiven können Neigungswechsel mit einer Wannenausrundung ab 300 m, Kuppen bereits ab 250 m, befahren.
Tabelle der zugelassenen Länder
| Lok-Nr.        | Ungarn | Rumänien | Bulgarien | Schweiz | Slowakei    | Kroatien    |
| -------------- | ------ | -------- | --------- | ------- | ----------- | ----------- |
| 1016 001 – 050 | nein   | nein     | nein      | nein    | nein        | nein        |
| 1116 001 – 015 | ja     | nein     | nein      | nein    | nein        | nein        |
| 1116 016 – 020 | ja     | nein     | nein      | nein    | nein        | nein        |
| 1116 021 – 027 | ja     | ja       | ja        | nein    | nein        | ja          |
| 1116 028 – 040 | ja     | ja       | ja        | nein    | vorbereitet | ja          |
| 1116 041 – 049 | ja     | nein     | nein      | nein    | ja          | nein        |
| 1116 050 – 056 | nein   | nein     | nein      | nein    | nein        | nein        |
| 1116 057       | ja     | ja       | ja        | nein    | nein        | nein        |
| 1116 058 – 065 | ja     | nein     | nein      | nein    | nein        | nein        |
| 1116 066, 067  | nein   | nein     | nein      | nein    | nein        | nein        |
| 1116 068 – 071 | ja     | ja       | ja        | nein    | nein        | ja          |
| 1116 072 – 075 | ja     | ja       | ja        | nein    | nein        | vorbereitet |
| 1116 076 – 105 | nein   | nein     | nein      | nein    | nein        | nein        |
| 1116 106 – 138 | ja     | ja       | ja        | nein    | vorbereitet | vorbereitet |
| 1116 139 – 200 | nein   | nein     | nein      | nein    | nein        | nein        |
| 1116 201 – 223 | ja     | nein     | nein      | ja      | nein        | nein        |
| 1116 224 – 228 | nein   | nein     | nein      | nein    | nein        | nein        |
| 1116 229 – 231 | ja     | nein     | nein      | nein    | nein        | nein        |
| 1116 232 – 253 | nein   | nein     | nein      | nein    | nein        | nein        |
| 1116 254 – 259 | ja     | ja       | ja        | nein    | nein        | vorbereitet |
| 1116 260 – 282 | nein   | nein     | nein      | nein    | nein        | nein        |

### Geräuschentwicklung
Beim Aufschalten aus dem Stand ist ein Geräusch zu vernehmen, das an das Durchspielen einer Tonleiter auf einem Tenorsaxophon erinnert. Es entsteht in den Drehstrommotoren durch die Ansteuerung der Stromrichter. Das Geräusch ist dabei die doppelte Taktfrequenz der Pulswechselrichter, welche zur Erhöhung der Fahrmotordrehzahlen stufenweise angehoben wird und im hörbaren Bereich liegt.
Die Frequenz ändert sich dabei in Ganz- und Halbtonschritten über zwei Oktaven von d bis d″ im Tonvorrat der Stammtöne. Es handelt sich dabei um eine dorische Tonleiter auf dem Grundton D. Die Lok spielt eine Abfolge von 14 Tönen ab. Theoretisch wäre es möglich, die Lokomotive so zu programmieren, dass sie ganz andere Geräusche abgibt. Man hat sich seitens des Herstellers aber für eine Tonleiter entschieden, weil diese Geräusche vom menschlichen Ohr als angenehm empfunden werden. 
Dadurch ist es möglich, dass sich beim Schleudern der Radsätze (beispielsweise durch nasse Schienen) ein vierstimmiger Anfahrton ergibt. Siemens gibt an, nicht mehr über nähere Angaben zu dem – mit Stand 2025 bereits gestorbenen – Programmierer zu verfügen.

### Retrofit
Die 1116 201 bis 251 wurden für den Railjet-Verkehr adaptiert und abweichend lackiert. Die technischen Veränderungen reichen über Ausrüstung mit diversen Zugbeeinflussungssystemen (EVM, Integra, ZUB) über den Einbau eines dritten Stromabnehmers mit schmalerem Schleifstück für den Verkehr in der Schweiz (1116 201 bis 223) bis zu einer silbergrauen Schürze zwischen den Drehgestellen (1116 201 bis 223). Mit ihr können die Lokomotiven erstmals die Höchstgeschwindigkeit von 230 km/h ausfahren – sofern die befahrenen Streckenabschnitte für solche Geschwindigkeiten zugelassen sind.

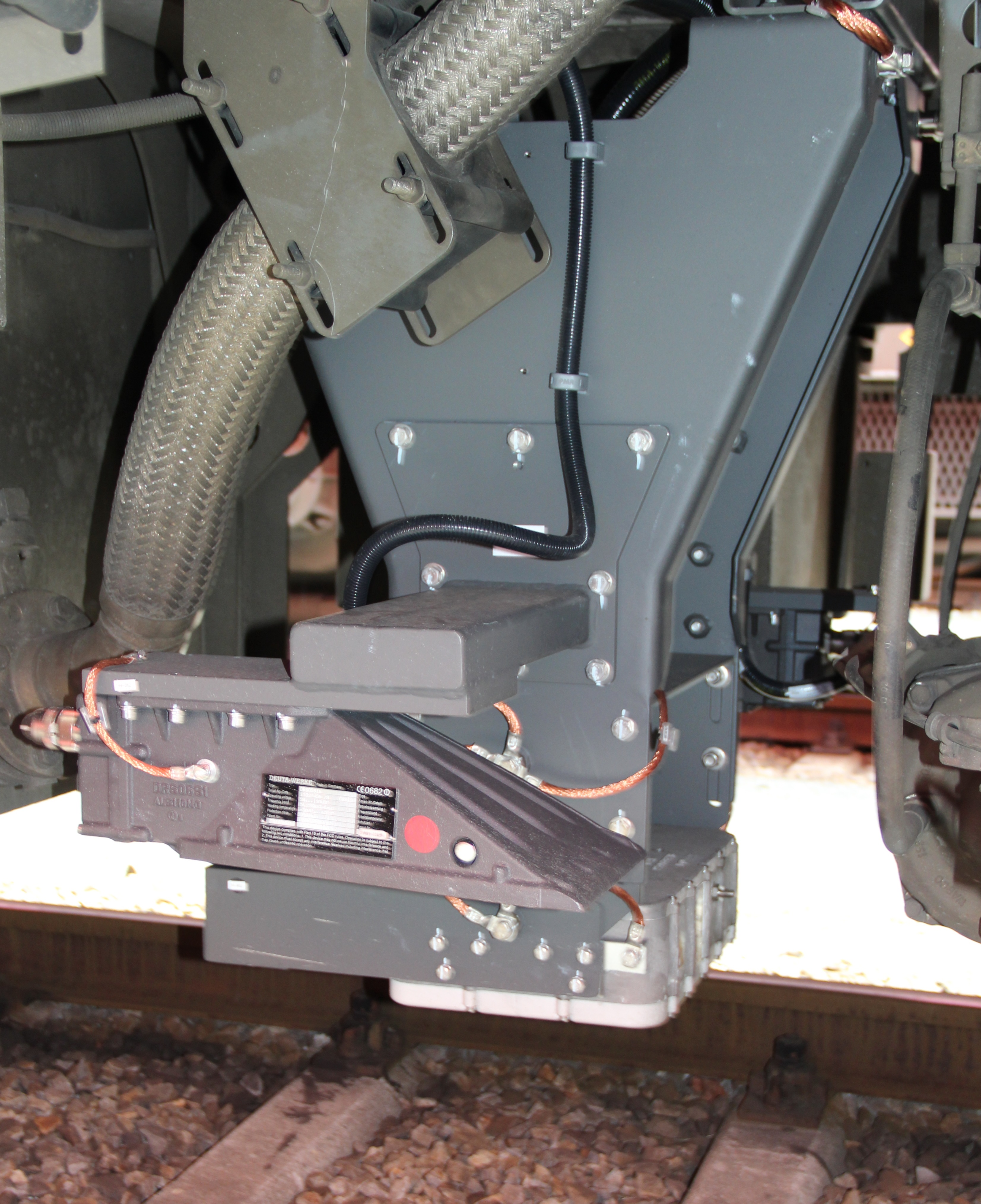
ETCS-Antenne einer 1116 der ÖBB

Da die neue Unterinntalbahn zwischen Wörgl/Radfeld und Baumkirchen sowie die Neubaustrecke Knoten Hadersdorf – Tullnerfeld – Knoten Wagram (Westbahn) statt mit LZB mit ETCS Level 2 ausgerüstet wurden, wurden zwischen 2010 und 2014 alle 332 Maschinen mit ETCS-Fahrzeuggeräten vom Typ Alstom Atlas ETCS L1-2 nachgerüstet, was u. a. an der um zwei Tonnen höheren Masse erkennbar ist.
Einige Lokomotiven wurden mit aktiven Drehdämpfern ausgerüstet.

### Weitere Entwicklungen
Eine Weiterentwicklung ist die Reihe 1216, die als Dreisystem-Universallokomotive für Wechselspannungen von 15 und 25 kV sowie 3 kV Gleichspannung ausgelegt ist, bei Bedarf aber auch als Viersystemlokomotive gebaut werden konnte. Diese Lokomotiven sind an zwei Einstiegstüren pro Seite, die in die Führerstände führen, erkennbar.

## Werbeträger
Auch aufgrund der großen Freiflächen werden die Lokomotive dieser Reihe als Werbe-, Kunst- bzw. Jubiläumslokomotiven herangezogen.

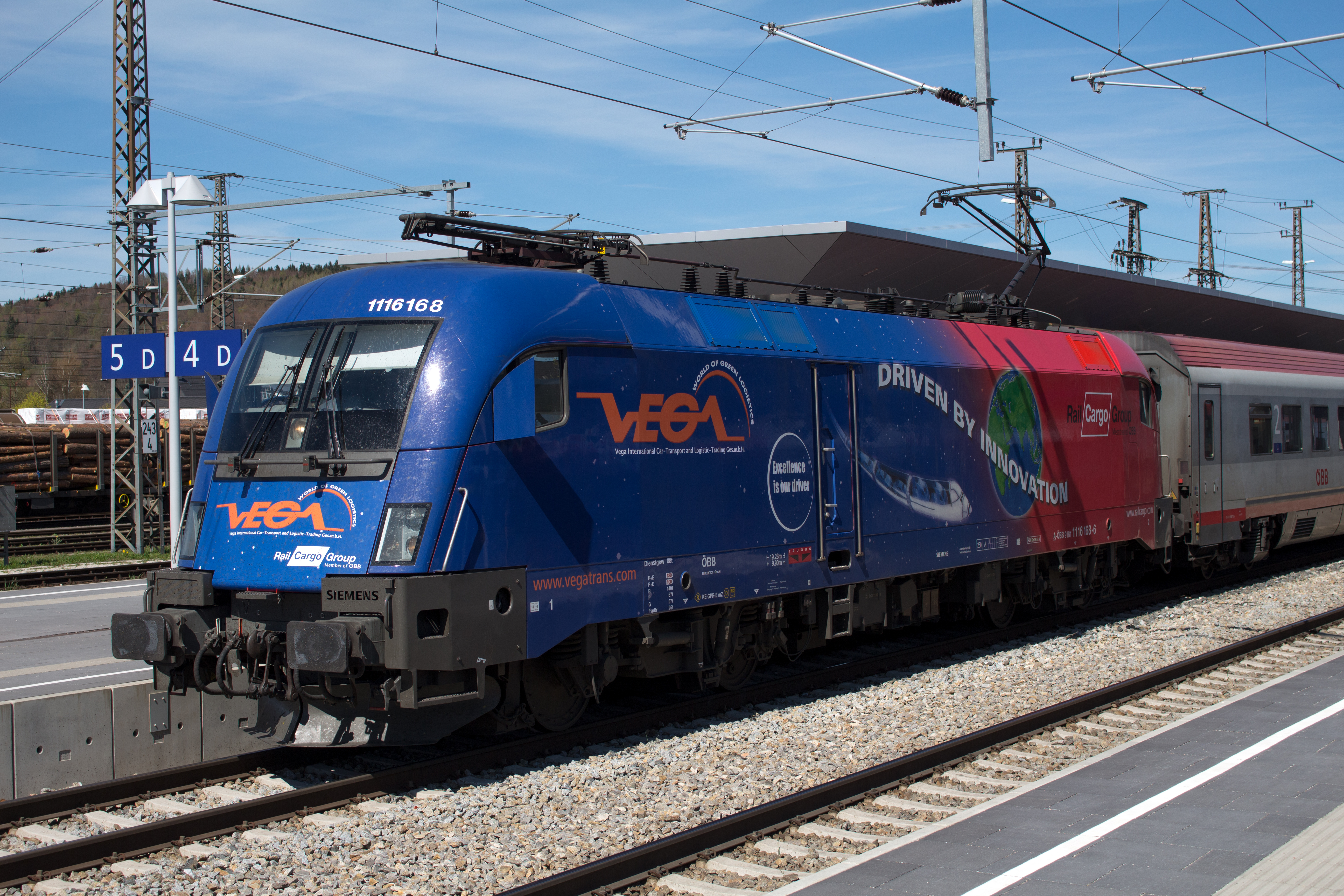
1116 168 der ÖBB „Vega Trans“
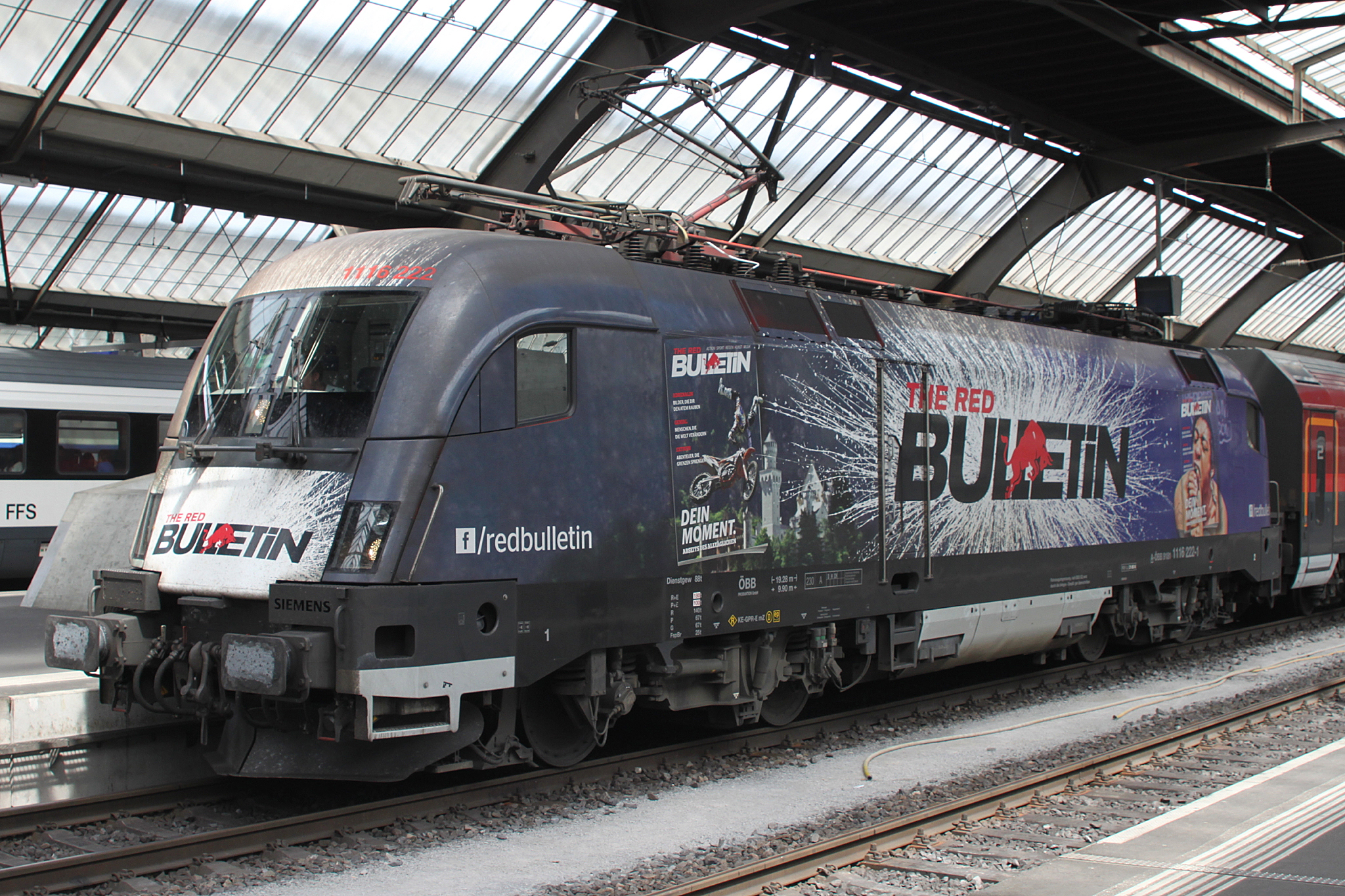
1116 222 der ÖBB „Red Bulletin“ in Zürich HB
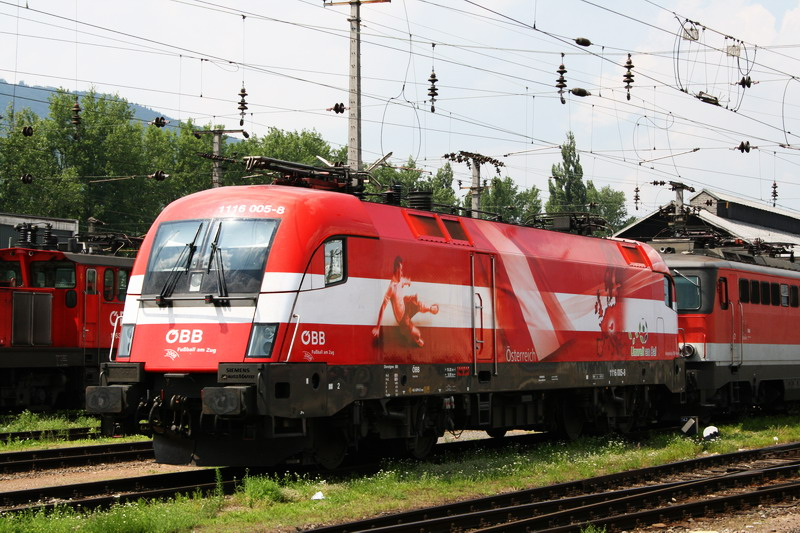
Eine 1116 der ÖBB mit Lackierung Österreich anlässlich der Fußball-EM 2008